# 通辽铁路分局
通辽铁路分局，是铁道部沈阳鐵路局下属的一家铁路分局，管辖范围基本在内蒙古与吉林省相邻区域的铁路。正线长度1018km。其中吉林省境内150.7km（其中平齐铁路130.2km，大郑铁路13.2km，通让铁路6.8km）。

## 历史
隶属于日满齐齐哈尔铁道局的洮南铁道监理所。1945年8月23日苏军成立白城子铁路运输司令部。1946年1月3日，在郑家屯成立西满铁路管理局，3月迁至白城子，并以白城子铁路办事处名义对外，管辖平齐铁路郑家屯至街基站。1947年1月16日，西满铁路管理局并入齐齐哈尔铁路管理局。1947年5月24日郑家屯解放，齐齐哈尔铁路管理局设立郑家屯地区铁路办事处。1948年2月24日， 齐齐哈尔铁路管理局设立郑家屯铁路分局，下设彰武铁路办事处、西阜新铁路办事处、通彰线路工程处及8个基层站段。在辽沈战役中，郑家屯铁路分局是铁路运输最前线，冒着敌机轰炸保障铁路通车。1948年11月，郑家屯铁路分局迁至西阜新准备接管国民党锦州区铁路管理局。1948年12月1日，郑家屯铁路分局由齐齐哈尔铁路管理局改隶属于锦州铁路管理局。1949年1月1日，郑家屯铁路分局改为西阜新铁路分局，并设立郑家屯铁路办事处。1949年5月26日郑家屯铁路办事处改为郑家屯铁路分局，隶属于锦州铁路管理局。1950年5月1日，由于滨洲铁路划归中长铁路，白城子铁路分局划归锦州铁路管理局。1950年12月5日，郑家屯铁路分局并入白城子铁路分局。1958年1月1日，分局撤销，设立郑家屯铁路办事处，定额15人，归属锦州铁路局。1964年1月1日，撤销办事处，恢复设立郑家屯铁路分局。
1976年，赤峰分局筹备组成立，直属于锦州铁路局。1979年，赤峰分局筹备组改为赤峰新线管理处，在赤峰各铁路单位划归其领导，下设：赤峰机务段、赤峰车务段、赤峰站、赤峰工务段、赤峰电务段、赤峰车辆段、赤峰水电段、赤峰房产建筑段、赤峰职工生活供应段、赤峰铁路医院、赤峰铁路中学、纪家沟工务段、奈曼车务段、奈曼工务段、奈曼电务段等15个站段。1982年，赤峰新线管理处撤销，所属各单位划给阜新铁路分局，同时设立赤峰铁路地区办事处。
1982年11月1日，郑家屯铁路分局改为通辽铁路分局。
1986年11月1日，阜新铁路分局撤销，京通线各单位划归通辽铁路分局；叶赤铁路各单位划归锦州铁路分局。

## 分局界
- 平齐铁路满汉营站-太平川站间202km，与白城铁路分局为界；
- 平齐铁路条子河站-泉沟站间7km，与长春分局为界；
- 通让铁路太平川站外119.5km，与白城铁路分局为界；
- 京通铁路河洛营站-隆化站，与北京铁路分局为界；
- 叶赤铁路赤峰东站-红庙子站，与锦州铁路分局为界；
- 大郑铁路望山站至大虎山站，与锦州铁路分局为界；
- 高新铁路新泉站-小东站，与锦州铁路分局为界；
- 新义铁路新立屯站-苍土站，与锦州铁路分局为界；
- 集通铁路通辽北站-哲里木站，与集通铁路公司为界；

## 组织机构
- 办公室
- 总工程师室
- 安全监察室
- 运输科（调度所）
- 货运科
- 客运科
- 机务科
- 车辆科
- 工务科
- 电务科
- 房产建筑科
- 审计科
- 计划统计科
- 财务科
- 人事科
- 劳动工资科（劳动定额组）
- 职工教育科
- 卫生科（计划生育办、爱卫办、环保办）
- 物资管理科
- 企业管理办
- 人防战备科
- 集体企业管理办
- 收入检查室
- 基建科（工程质量监督站）
- 设计室
- 装卸设备站
- 装卸管理科
- 电子计算所
- 土地林业管理办
- 教育办
- 职工学校
- 电大函授辅导站
- 职工生活科
- 工会
- 信访办
- 档案室
- 郑家屯站
- 通辽站
- 彰武站
- 新立屯站
- 郑家屯车务段
- 通辽车务段
- 彰武车务段
- 郑家屯列车段
- 郑家屯机务段
- 通辽机务折返段
- 彰武机务段
- 郑家屯车辆段
- 郑家屯工务段
- 彰武工务段
- 通辽工务段
- 郑家屯电务段
- 通辽房产建筑段
- 郑家屯职工生活供应段
- 郑家屯材料厂
- 郑家屯铁路医院
- 通辽铁路医院
- 郑家屯铁路卫生防疫站
- 郑家屯铁路职工学校
- 通辽房建工程段
- 郑家屯铁路中学
- 通辽铁路中学
- 彰武铁路中学
- 赤峰机务段
- 赤峰车务段
- 赤峰站
- 赤峰工务段
- 赤峰电务段
- 赤峰车辆段
- 赤峰水电段
- 赤峰房产建筑段
- 赤峰职工生活供应段
- 赤峰铁路医院
- 赤峰铁路中学
- 纪家沟工务段：1981年并入赤峰工务段。
- 奈曼车务段
- 奈曼工务段
- 奈曼电务段